# Hannibal Wilhelm Wedell
Hannibal Wilhelm lensgreve Wedell(-Wedellsborg) (født 18. marts 1780 på Wedellsborg, død 10. maj 1828 sammesteds) var en dansk godsejer, ældre bror til Adam Ditlev, Ferdinand og Joachim Wedell-Wedellsborg.
Han var søn af lensgreve Ludvig Frederik Wedell og Frederikke Juliane Louise von Klingenberg, arvede 1817 grevskabet Wedellsborg og var desuden major.
Han ægtede 5. september 1800 i Karby Kirke Louise Theodata von Warnstedt (21. oktober 1777 på Løjtmark – 20. februar 1835 på Wedellsborg). Børn:
1. Frederik Ludvig greve Wedell-Wedellsborg (6. januar 1803 på Billeskov – 28. marts 1819 i Svendborgsund)
2. Marie Wilhelmine Caroline baronesse Wedell-Wedellsborg (20. maj 1804 i Karby – 12. september 1841 i Haderslev)
3. Carl Wilhelm Adam Sigismund lensgreve Wedell (1806-1882)
4. Julius Wilhelm Georg Ferdinand lensgreve Wedell (1807-1883)
5. Frederik "Fritz" Ludvig Gottlieb baron Wedell-Wedellsborg (1811-1869)